# Союз Арабського Магрибу
25°38′32″ пн. ш. 2°27′37″ сх. д. / 25.6422079° пн. ш. 2.4604145° сх. д.
Союз Арабського Магрибу (фр. Union du Maghreb arabe, араб. اتحاد المغرب العربي) — панарабська організація, спрямована на економічну і політичну єдність у Північній Африці. Заснована в 1989 році Алжиром, Мавританією, Марокко, Лівією й Тунісом.
Ідея створення союзу з'явилася разом з отриманням незалежності Тунісом і Марокко в 1958 році. Головою ради Союзу почергово стає кожна країна.
Усі держави є членами і Ліги арабських держав, і Африканського Союзу. З погляду економічної інтеграції договір про створення передбачав створення зони вільної торгівлі, потім митного союзу. Частка взаємної торгівлі в загальному обсязі зовнішньої торгівлі менше 10 %.
У 2023 році проєкт єдиної валюти в цьому регіоні залишається технічно можливим, але політично неприйнятним.